# Dong Hy
Dong Hy é um distrito da província de Thai Nguyen. Está localizado na região nordeste do Vietname.